# Gotická subkultura

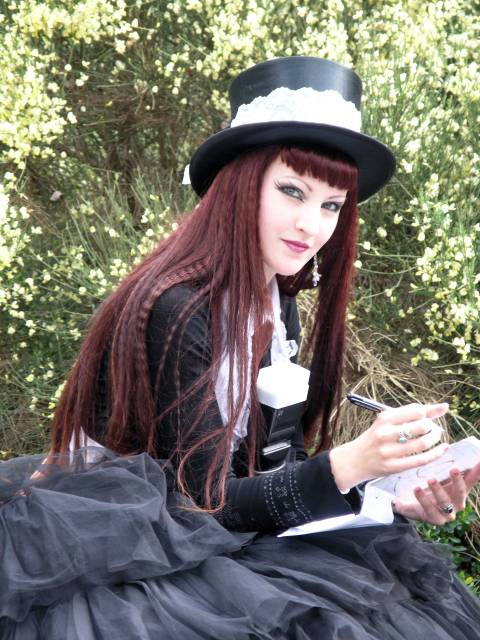
Příklad gotické módy

Gotická subkultura (též gotická scéna či gotické hnutí; anglicky gothic / goth [ˈɡɒθɪk / ɡɒθ Amer ˈɡɑːθɪk / ɡɑːθ]IPA) je hudební subkultura, která vzešla na začátku 80. let z punkové a postpunkové scény. Alfou a omegou této subkultury je životní filozofie a láska k temnému umění, která se reflektuje do hudby, charakterizuje ji však mimo jiné i specifická image, oblékání, výrazné líčení a podobně.

## Vznik gotické scény
Koncem 70. let 20. století procházela punková scéna v Británii krizí kvůli šířící se vlně komercionalizace punku, která stála v přímé opozici s původními punkovými ideály. Na tomto hudebním a kulturním základu se začal formovat introvertnější a znepokojivější směr postpunk. Jeho stoupenci, znechuceni vývojem punku a jeho spojováním s konzumní mainstreamovou kulturou, začali svou pozornost obracet do vlastních niter; uchylovali se k literatuře a umění, analyzovali a vyjadřovali své osobní strachy, problémy i pocity odcizení v apatické spotřební společnosti. Objevily se tak nové skupiny jako Joy Division, Killing Joke, UK Decay, The Cure, Siouxsie and the Banshees a řada dalších. Přišly s novým zvukem a přístupem, který vytvořil čerstvou, temnější platformu pro podobně zaměřené umělce.
Na přelomu 70. a 80. let začali postpunkoví umělci hltat plnými doušky i nové inspirační vlivy: gotické romány, dekadenci, romantismus, existencialismus, okultismus, horory i filosofické a intelektuální směry. Zvukové experimenty daly vzniknout stále temnější, chladnější a melancholičtější atmosféře hudby; a právě z tohoto kvasu se zrodil nejpůvodnější, nejryzejší a nejtypičtější hudební manifest gotické scény – gothic rock. Skutečný průlom přišel roku 1979 spolu s „kmotry gothic rocku“ Bauhaus a jejich těkavou, zneklidňující skladbou „Bela Lugosi’s Dead“, která je dosud považována za jakousi hymnu gotického hnutí. Následovala scéna klubu Batcave i další vlny gotického rocku.

## Gotická subkultura dnes
V průběhu let se scéna vyvíjela a nasávala další a další vlivy, a proto aktuálně termín „gotika“ často slouží jako souhrnný termín pro soubor „temných“ hudební subžánrů. Těmi základními a nejtypičtějšími hudební směry jsou post-punk, gothic rock, deathrock a dark wave; krom nich se na dnešní gotické scéně těší oblibě žánry jako industrial, EBM, dark ambient, coldwave, industrial rock, synthpop, horrorpunk, psychobilly, gothabilly, neo/apocalyptic/martial folk, steampunk a další, včetně současných stylů jako ghostwave nebo witch house.
Rozšířeným omylem je přiřazování tzv. gothic metalu ke gotické scéně (většinou se jedná o různé varianty black metalu, doom metalu a především symfonického metalu), neboť obě větve vyrůstají ze zcela jiných hudebních kořenů i subkultur a pouze do určité míry sdílí některé prvky vizuální.

## Vzhled gotické scény
Stejně jako hudební základ, zdědili raní gotici po punkerech i některé části vzhledu. Souběžně s hudbou se však na gotické scéně i móda vyvíjela dál a samostatně. Mezi hlavní inspirační zdroje image lze uvést punk, Viktoriánské období, 50. a 20. léta 20. století, pozdní gotiku, impresionismus, renesanci, androgynní módu (mísící prvky ženského i mužského oblečení), fetišistické prvky, BDSM tematiku, horrory, ale třeba cyberpunk či burlesku. Barevně převládají tmavé odstíny (nejčastěji černá), výjimku tvoří příznivci harsh elektroniky, kteří nezřídka nosí barvy výrazné.

## Gotika v Česku
Gotickou scénu lze vysledovat přibližně od začátku devadesátých let 20. století i v České republice. Současný počet aktivních přívrženců je odhadován na necelých pět stovek. Toto číslo však během posledních deseti let narůstá zejména díky činnosti pořadatelů žánrových akcí (Prague Gothic Treffen a dnes již nefungujících festivalů Night Side a Electro Prague Fest či Gothic Party Brno) a působení gothic webzinu Sanctuary.cz.
Oblíbenými gotickými obchody jsou RedRaven.cz (zrušen), Black Cat, Nosferatu a další. Ačkoliv může tento žánr navenek působit depresivně a morbidně, zástupci subkultury v drtivé většině takoví nebývají.

## Původní gothicrockové skupiny
- Bauhaus
- Alien Sex Fiend
- Siouxsie and the Banshees
- The Cure
- The Damned
- The Sisters of Mercy
- Eva O

## Nové gothicrockové skupiny
- London After Midnight
- Faith and The Muse
- Bella Morte
- Two Witches
- Nosferatu
- Switchblade Symphony
- Deine Lakaien
- Switchblade Symphony